# Xanthopimpla apicalis
Xanthopimpla apicalis är en stekelart som först beskrevs av Smith 1863.  Xanthopimpla apicalis ingår i släktet Xanthopimpla och familjen brokparasitsteklar. Inga underarter finns listade i Catalogue of Life.